# 建华镇 (延安市)
建华镇，是中华人民共和国陕西省延安市安塞区下辖的一个乡镇级行政单位。

## 行政区划
建华镇下辖以下地区：
仙仁桥村、龙安村、杨桐村、雷家河村、窑湾村、新窑坪村、肖官驿村、寺沟村、新茂台村、蛇沟村、桥坪村、郝家坪村、王龙塌村、畔沟村、园子湾村、谭家营村、瓜地沟村、沐浴村、郭塔村、孟新庄村、高桐村、武家湾村、曹家河村、贺家洼村、张家河村、桃树湾村和西庙沟村。